# Oymaklı, Suruç
Oymaklı là một xã thuộc huyện Suruç, tỉnh Şanlıurfa, Thổ Nhĩ Kỳ. Dân số thời điểm năm 2011 là 422 người.